# Lynndie Englandová
Lynndie Rana Englandová (* 8. listopadu 1982 Ashland) je příslušnice americké armády, obviněná z mučení a ponižování válečných zajatců ve věznici Abú Ghrajb v Iráku, kde sloužila jako desátník u 372. roty vojenské policie, amerických armádních rezerv.
Soud ji 28. září 2005 uznal vinnou ve smyslu obžaloby a odsoudil ji k tříletému trestu vězení.